# (4654) Gorʹkavyj
(4654) Gorʹkavyj (1977 RJ6) – planetoida z pasa głównego asteroid okrążająca Słońce w ciągu 3,28 lat w średniej odległości 2,2 j.a. Odkryta 11 września 1977 roku.